# أنافاج ساكونتاباي
'''أنافاج ساكونتاباي''' ((بالتايلندية: อนวัช ศกุนตาภัย)‏)هو باحث متخصص في علم الوراثة البشرية للأمراض المعدية، خصوصاً الملاريا و حمى الضنك.

## السيرة
أنافاج ساكونتاباي بدأ مسيرته المهنية كطبيب ،  تخرج في عام1987.حصل على الدكتوراه في الفلسفة في علم الوراثة الجزيئية البشرية في جامعة أكسفورد عام1999.
في عام2000انضم لمعهد لويس باستور كعالم كبير وفي عام2007 أصبح رئيس مختبر علم الوراثة للإستجابة البشرية للعدوى .في عام2010 أصبح رئيس علم الوراثة البشرية الوظيفية لوحدة الأمراض المعدية.
لعدة سنوات ، كان  محقق رئيسي لواحد من أربعة مشاريع متحالفة لمجموعة malariaGEN ، مجموعة عالمية من الباحثين يعملون معاً لدمج علم الأوبئة مع علم الجينوم بتمويل من مؤسسة بيل و ميلندا غيتس.
هو شريك في مشروع ممول من welcome trust بشأن فحص الجينوم البشري الواسع لجينات حمى الضنك الحساسة. مختبره هو المحقق الرئيسي لمبادرة فرنسية لمعالجة عبء المرض في ظل التغيرات البيئية.هو منسق المشروع الأوروبي FP7 في إطار حمى الضنك لمقاومة الأوبئة في أوروبا (DENFREE).يهدف المشروع لإيجاد عوامل رئيسية تحدد انتقال حمى الضنك وأوبئة حمى الضنك من أجل تطوير أدوات جديدة واستراتيجيات للسيطرة على انتقال حمى الضنك.يقدر المشروع أيضاً خطورة انتشار للمناطق الغير مصابة بالعدوى، وخاصة في جنوب أوروبا حيث توجد  ناقلات DENV .
نسق ساكونتاباي شبكة عالمية لبحوث حمى الضنك في شبكة معهد باستور الدولية.

## بحث
في عام1999 اكتشف ساكونتاباي الجين المسؤول عن مرض دارير، اضطراب الجلد أحادي الجين.في عام 2005 اكتشف بديل عن معزز بروتين كتلة التمايز ترتبط بتعبير جيني ينتج عدوى حمى الضنك.منذ اكتشافه هذا البديل قد تبين أن هذا البديل العوز مرتبط بأمراض معدية منها السل وفيروس النقص المناعي البشري ،في وسط آخر .تم تأكيده في دراسة متكررة.
في عام2009، مع باحثين آخرين ، ساهم في العثور على اختيار إيجابي من G6PD(جلوكوز ،فوسفات نازعة الهيدروجين) وهذا يؤثر على المتصورة النشيطة (واحدة من الأنواع الستة لطفيليات داء الملاريا الذي يعدي البشر عموماً))بكثافة.يتحدى العمل الاعتقاد السابق بأنه تم اختيار طفرات G6PD من قبل متصورة نشيطة وتسليط الضوء على التأثير المهم للمتصورة النشيطة على صحة الإنسان ، واحد مهمل حتى الآن.
أظهر بحثهه الأخير أن كلاً من التفاعلات بين الجينات والجينات والبيئة تلعب دوراً مهماً في قابليته في الإصابة بالملاريا وحمى الضنك.